# Epifiza (okostje)
Epifiza ali okrajek je zaobljeni konec dolge kosti, ki tvori sklep s sosednjo kostjo (sosednjimi kostmi). Med epifizo in diafizo (dolgim sredinskim delom dolge kosti) leži metafiza, vključno z epifizno ploščo (rastno ploščo). V sklepu je epifiza pokrita s sklepnim hrustancem; pod tem pokrovom je območje, podobno epifizni plošči, imenovano subhondralna kost. Epifiza je napolnjena s kostnim mozgom, ki tvori eritrocite (rdeče krvničke).